# Barfleur
Barfleur és un municipi francès situat al departament de la Manche i a la regió de Normandia. L'any 2007 tenia 659 habitants.

## Demografia

### Població
El 2007 la població de fet de Barfleur era de 659 persones. Hi havia 304 famílies de les quals 142 eren unipersonals (57 homes vivint sols i 85 dones vivint soles), 93 parelles sense fills, 49 parelles amb fills i 20 famílies monoparentals amb fills.
La població ha evolucionat segons el següent gràfic:
Habitants censats

### Habitatges
El 2007 hi havia 565 habitatges, 320 eren l'habitatge principal de la família, 232 eren segones residències i 14 estaven desocupats. 464 eren cases i 96 eren apartaments. Dels 320 habitatges principals, 159 estaven ocupats pels seus propietaris, 150 estaven llogats i ocupats pels llogaters i 10 estaven cedits a títol gratuït; 7 tenien una cambra, 49 en tenien dues, 78 en tenien tres, 89 en tenien quatre i 96 en tenien cinc o més. 184 habitatges disposaven pel capbaix d'una plaça de pàrquing. A 186 habitatges hi havia un automòbil i a 59 n'hi havia dos o més.

### Piràmide de població
La piràmide de població per edats i sexe el 2009 era:
| Homes | Edats   | Dones |
| ----- | ------- | ----- |
| 8     | 95 o +  | 0     |
| 4     | 90 a 94 | 12    |
| 8     | 85 a 89 | 28    |
| 4     | 80 a 84 | 24    |
| 16    | 75 a 79 | 12    |
| 16    | 70 a 74 | 28    |
| 28    | 65 a 69 | 28    |
| 16    | 60 a 64 | 40    |
| 16    | 55 a 59 | 4     |
| 12    | 50 a 54 | 16    |
| 8     | 45 a 49 | 24    |
| 16    | 40 a 44 | 20    |
| 20    | 35 a 39 | 12    |
| 24    | 30 a 34 | 12    |
| 20    | 25 a 29 | 16    |
| 16    | 20 a 24 | 12    |
| 32    | 15 a 19 | 8     |
| 4     | 10 a 14 | 36    |
| 4     | 5 a 9   | 8     |
| 8     | 0 a 4   | 8     |

## Economia
El 2007 la població en edat de treballar era de 334 persones, 225 eren actives i 109 eren inactives. De les 225 persones actives 197 estaven ocupades (107 homes i 90 dones) i 27 estaven aturades (13 homes i 14 dones). De les 109 persones inactives 45 estaven jubilades, 26 estaven estudiant i 38 estaven classificades com a «altres inactius».

### Ingressos
El 2009 a Barfleur hi havia 337 unitats fiscals que integraven 627 persones, la mediana anual d'ingressos fiscals per persona era de 14.283 €.

### Activitats econòmiques
Dels 65 establiments que hi havia el 2007, 3 eren d'empreses alimentàries, 2 d'empreses de fabricació d'altres productes industrials, 2 d'empreses de construcció, 21 d'empreses de comerç i reparació d'automòbils, 2 d'empreses de transport, 11 d'empreses d'hostatgeria i restauració, 1 d'una empresa financera, 2 d'empreses immobiliàries, 1 d'una empresa de serveis, 15 d'entitats de l'administració pública i 5 d'empreses classificades com a «altres activitats de serveis».
Dels 14 establiments de servei als particulars que hi havia el 2009, 1 era una oficina de correu, 1 una oficina bancària, 1 autoescola, 1 guixaire pintor, 1 lampisteria, 2 perruqueries, 6 restaurants i 1 agència immobiliària.
Dels 12 establiments comercials que hi havia el 2009, 1 era un hipermercat, 1 una botiga de més de 120 m², 2 fleques, 1 una fleca, 1 una botiga de congelats, 1 una peixateria, 2 botigues de roba, 2 botigues d'equipament de la llar i 1 una joieria.

## Equipaments sanitaris i escolars
El 2009 hi havia 1 farmàcia i 1 ambulància.
El 2009 hi havia una escola elemental.

## Poblacions més properes
El següent diagrama mostra les poblacions més properes.